# Strzelanina w placówce FedEx w Indianapolis
Strzelanina w placówce FedEx w Indianapolis – strzelanina, która miała miejsce 15 kwietnia 2021 w placówce firmy kurierskiej FedEx w mieście Indianapolis w stanie Indiana w Stanach Zjednoczonych; w strzelaninie zginęło 9 osób, w tym sprawca, a 7 zostało rannych. Sprawcą strzelaniny był 19-letni Brandon Hole.

## Tło
Placówka FedExu w Indianapolis znajduje się w południowo-zachodniej części miasta nieopodal portu lotniczego.

## Przebieg
Napastnik przyjechał swoim samochodem pod placówkę FedEx około godz. 23:00, po czym wysiadł i oddał strzały z karabinu przypominającego AR-15 przed budynkiem, a następnie wszedł do środka i kontynuował atak. Policja została chwilę potem poinformowana o zdarzeniu i dotarła na miejsce kilka minut później. Atak wydarzył się w przeciągu mniej niż kilka minut. Sprawca popełnił samobójstwo przez strzał w głowę zanim na miejsce przybyła policja.

## Ofiary strzelaniny
W strzelaninie zginęło 9 osób, w tym sprawca. Kilka rannych osób przewieziono do szpitali, w tym jedną w stanie krytycznym. Jedna z rannych osób była leczona w szpitalu w innym hrabstwie, poza Indianapolis.

1. Matthew Alexander (lat 32)
2. Samaria Blackwell (lat 19)
3. Brandon Hole (lat 19)
4. Amarjeet Johal (lat 66)
5. Jasvinder Kaur (lat 50)
6. Amarjit Sekhon (lat 48)
7. Jaswinder Singh (lat 68)
8. Karli Smith (lat 19)
9. John Weisert (lat 74)

## Sprawca
Sprawcą masakry był 19-letni Brandon Hole, mieszkaniec stanu Indiana. Policja po ataku przeszukała dom napastnika, a także jego komputer w poszukiwaniu wskazówek odnośnie do jego motywu. W 2020 roku sprawca został umieszczony w placówce psychiatrycznej po tym, kiedy jego matka zgłosiła policji, że jej syn ma tendencje samobójcze i przemocowe. Sprawca godzinę przed atakiem opublikował na swoim koncie na Facebooku post, w którym stwierdził, że chce się spotkać po śmierci z jedną z postaci z kreskówki My Little Pony, co mogłoby świadczyć o poważnych zaburzeniach psychicznych sprawcy. Był też członkiem społeczności fanów tej bajki zwanych bronies, która od dłuższego czasu zaczyna mieć powiązania z alt-rightem i biało-suprematystycznymi ideologiami wywodzącymi się ze skrajnie prawicowych społeczności w internecie.